# Hulhudhoo (Seenu-atol)
Hulhudhoo is een van de bewoonde eilanden van het Seenu-atol behorende tot de Maldiven.

## Demografie
Hulhudhoo telt (stand september 2006) 1599 vrouwen en 1708 mannen.